# 謝德羅吉爾
51°47′59″N 24°46′41″E / 51.79972°N 24.77806°E
謝德羅吉爾（烏克蘭語：Щедрогір），是烏克蘭的村落，位於該國西部沃倫州，由科韋利區負責管轄，始建於1537年，面積1.13平方公里，海拔高度150米，2001年人口672，人口密度每平方公里594.69人。